# Élections cantonales de 1994 dans le Finistère
Les élections cantonales françaises de 1994 ont eu lieu les 20 et 27 mars 1994.

## Contexte départemental

### Assemblée départementale sortante
| Parti                              | Sigle   | Élus |
| ---------------------------------- | ------- | ---- |
| Majorité (34 sièges)               |         |      |
| Rassemblement pour la République   | RPR     | 22   |
| UDF-CDS                            | UDF-CDS | 8    |
| Union pour la démocratie française | UDF     | 3    |
| Parti républicain                  | UDF-PR  | 1    |
| Opposition (20 sièges)             |         |      |
| Parti socialiste                   | PS      | 18   |
| Parti communiste français          | PCF     | 2    |
| Président du conseil général       |         |      |
| Charles Miossec (RPR)              |         |      |

## Résultats à l’échelle du département
| Étiquette      | Étiquette                          | Premier tour | Premier tour | Second tour | Second tour | Sièges |
| Étiquette      | Étiquette                          | Voix         | %            | Voix        | %           | Sièges |
| -------------- | ---------------------------------- | ------------ | ------------ | ----------- | ----------- | ------ |
|                | Parti socialiste                   | 56 148       | 30,44        | 66 827      | 47,78       | 10     |
|                | Parti communiste français          | 13 038       | 7,07         |             |             | 1      |
|                | Divers gauche                      | 7 188        | 3,90         | 3 725       | 2,66        | 0      |
|                | Extrême gauche                     | 3 037        | 1,65         |             |             |        |
| Gauche         | Gauche                             | 79 411       | 43,05        | 70 552      | 50,44       | 11     |
|                |                                    |              |              |             |             |        |
|                | Union pour la démocratie française | 32 061       | 17,38        | 28 670      | 20,50       | 7      |
|                | Rassemblement pour la République   | 29 437       | 15,96        | 27 771      | 19,85       | 6      |
|                | Divers droite                      | 24 680       | 13,38        | 12 878      | 9,21        | 2      |
|                | Front national                     | 9 433        | 5,11         |             |             |        |
| Droite         | Droite                             | 95 611       | 51,94        | 69 319      | 49,56       | 15     |
|                |                                    |              |              |             |             |        |
|                | Les Verts                          | 5 142        | 2,79         |             |             |        |
|                | Génération écologie                | 1 043        | 0,57         |             |             |        |
| Écologistes    | Écologistes                        | 6 185        | 3,36         |             |             |        |
|                |                                    |              |              |             |             |        |
|                | Régionalisme                       | 1 621        | 0,88         |             |             |        |
|                |                                    |              |              |             |             |        |
|                | Divers                             | 1 619        | 0,88         |             |             |        |
|                |                                    |              |              |             |             |        |
| Inscrits       | Inscrits                           | 301 795      | 100,00       | 229 717     | 100,00      |        |
| Abstention     | Abstention                         | 110 462      | 36,60        | 82 640      | 35,97       |        |
| Votants        | Votants                            | 191 333      | 63,40        | 147 077     | 64,03       |        |
| Blancs et nuls | Blancs et nuls                     | 6 886        | 3,60         | 7 206       | 4,90        |        |
| Exprimés       | Exprimés                           | 184 447      | 96,40        | 139 871     | 95,60       |        |

### Résultats en nombre de sièges
| Parti | Sièges mis en jeu | Élus | Évolution |
| ----- | ----------------- | ---- | --------- |
| PS    | 12                | 10   | -2        |
| DVG   | 1                 | 1    | =         |
| RPR   | 7                 | 7    | =         |
| UDF   | 6                 | 8    | +2        |

### Assemblée départementale élue
| Parti                              | Sigle   | Élus |
| ---------------------------------- | ------- | ---- |
| Majorité (36 sièges)               |         |      |
| Rassemblement pour la République   | RPR     | 21   |
| UDF-CDS                            | UDF-CDS | 10   |
| Union pour la démocratie française | UDF     | 3    |
| Parti républicain                  | UDF-PR  | 2    |
| Opposition (18 sièges)             |         |      |
| Parti socialiste                   | PS      | 16   |
| Parti communiste français          | PCF     | 2    |
| Président du conseil général       |         |      |
| Charles Miossec (RPR)              |         |      |

### Liste des élus
| Canton                  | Conseiller sortant  | Parti | Parti | Conseiller élu      | Parti | Parti |
| ----------------------- | ------------------- | ----- | ----- | ------------------- | ----- | ----- |
| Brest-Bellevue          | Joseph Gourmelon    |       | PS    | Joseph Gourmelon    |       | PS    |
| Brest-Centre            | Yannick Marzin      |       | UDF   | Yannick Marzin      |       | UDF   |
| Briec                   | André Angot         |       | RPR   | André Angot         |       | RPR   |
| Châteaulin              | Hervé Tynévez*      |       | RPR   | Kofi Yamgnane       |       | PS    |
| Châteauneuf-du-Faou     | François Riou       |       | PS    | François Riou       |       | PS    |
| Douarnenez              | Jean Peuziat*       |       | PS    | Joseph Trétout      |       | UDF   |
| Le Faou                 | Jean Crenn          |       | RPR   | Jean Crenn          |       | RPR   |
| Guipavas                | Marcel Dantec       |       | UDF   | Marcel Dantec       |       | UDF   |
| Huelgoat                | Daniel Créoff       |       | DVG   | Daniel Créoff       |       | DVG   |
| Landerneau              | Jean-Pierre Thomin  |       | PS    | Emmanuel Cuiec      |       | RPR   |
| Landivisiau             | Charles Miossec     |       | RPR   | Charles Miossec     |       | RPR   |
| Lesneven                | Roger Calvez        |       | UDF   | Roger Calvez        |       | UDF   |
| Morlaix                 | Jean-Jacques Cléach |       | PS    | Jean-Jacques Cléach |       | PS    |
| Ouessant                | Jean-Yves Cozan     |       | UDF   | Jean-Yves Cozan     |       | UDF   |
| Plogastel-Saint-Germain | Michel Canévet      |       | UDF   | Michel Canévet      |       | UDF   |
| Ploudiry                | François Marc       |       | PS    | François Marc       |       | PS    |
| Plouigneau              | Robert Moreau       |       | PS    | Robert Moreau       |       | PS    |
| Pont-Aven               | Jean-Yves Le Meur   |       | PS    | Jean-Yves Le Meur   |       | PS    |
| Quimper-1               | Jean-Claude Joseph  |       | PS    | Jean-Claude Joseph  |       | PS    |
| Quimper-2               | Pierre Faucher      |       | PS    | Pierre Faucher      |       | PS    |
| Quimper-3               | Alain Gérard        |       | RPR   | Alain Gérard        |       | RPR   |
| Quimperlé               | Louis Le Pensec     |       | PS    | Louis Le Pensec     |       | PS    |
| Saint-Renan             | André Cheminant     |       | RPR   | André Cheminant     |       | RPR   |
| Scaër                   | Louis Nicolas*      |       | PS    | François Bleuzen    |       | UDF   |
| Sizun                   | Jean-Pierre Breton  |       | RPR   | Jean-Pierre Breton  |       | RPR   |
| Taulé                   | Claude Bernard      |       | UDF   | Claude Bernard      |       | UDF   |

*Conseillers généraux sortants ne se représentant pas

## Résultats par canton

### Canton de Brest-Bellevue (ex Brest-V)
| Candidats | Candidats             | Étiquette | Premier tour | Premier tour | Second tour | Second tour |
| Candidats | Candidats             | Étiquette | Voix         | %            | Voix        | %           |
| --------- | --------------------- | --------- | ------------ | ------------ | ----------- | ----------- |
|           | Joseph Gourmelon *    | PS        | 1 575        | 34,40        | 2 458       | 56,43       |
|           | Jacques Huguen        | UDF       | 974          | 21,27        | 1 898       | 43,57       |
|           | Marie-Anne de Cadenet | RPR       | 679          | 14,83        |             |             |
|           | Roland Le Scour       | DVG       | 379          | 8,28         |             |             |
|           | Michel Briand         | Verts     | 254          | 5,55         |             |             |
|           | Patrick Gardet        | PCF       | 253          | 5,33         |             |             |
|           | Annie Borvon          | Rénov.PCF | 237          | 5,18         |             |             |
|           | Marie-France Johannès | FN        | 228          | 4,98         |             |             |
|           | André Cosson          | DVD       | 143          | 4,48         |             |             |
|           |                       |           |              |              |             |             |
| Inscrits  | Inscrits              | Inscrits  | 9 407        | 100,00       | 9 407       | 100,00      |
| Votants   | Votants               | Votants   | 4 697        | 49,93        | 4 561       | 48,49       |
| Exprimés  | Exprimés              | Exprimés  | 4 722        | 97,49        | 4 356       | 95,51       |

*sortant

### Canton de Brest-Centre (ex Brest-III)
| Candidats | Candidats            | Étiquette | Premier tour | Premier tour |
| Candidats | Candidats            | Étiquette | Voix         | %            |
| --------- | -------------------- | --------- | ------------ | ------------ |
|           | Yannick Marzin *     | UDF-PR    | 3 273        | 55,53        |
|           | Bruno Grall          | PS        | 1 393        | 23,63        |
|           | Olivier Morize       | FN        | 537          | 9,11         |
|           | Pierre Fourel        | UDB       | 382          | 6,48         |
|           | Jean-Claude Le Naour | PCF       | 309          | 5,24         |
|           |                      |           |              |              |
| Inscrits  | Inscrits             | Inscrits  | 12 380       | 100,00       |
| Votants   | Votants              | Votants   | 6 039        | 48,78        |
| Exprimés  | Exprimés             | Exprimés  | 5 894        | 97,60        |

*sortant

### Canton de Briec
| Candidats | Candidats         | Étiquette | Premier tour | Premier tour |
| Candidats | Candidats         | Étiquette | Voix         | %            |
| --------- | ----------------- | --------- | ------------ | ------------ |
|           | André Angot *     | RPR       | 2 961        | 61,34        |
|           | Jean-Paul Le Pann | PS        | 1 374        | 28,46        |
|           | Marc Hubert       | FN        | 341          | 7,06         |
|           | Fernand Donnart   | PCF       | 79           | 1,64         |
|           | Yvon Creff        | SE        | 72           | 1,49         |
|           |                   |           |              |              |
| Inscrits  | Inscrits          | Inscrits  | 6 671        | 100,00       |
| Votants   | Votants           | Votants   | 5 028        | 75,37        |
| Exprimés  | Exprimés          | Exprimés  | 4 827        | 96,00        |

*sortant

### Canton de Châteaulin
Hervé Tynévez (RPR) élu depuis 1988 ne se représente pas.
| Candidats | Candidats           | Étiquette | Premier tour | Premier tour | Second tour | Second tour |
| Candidats | Candidats           | Étiquette | Voix         | %            | Voix        | %           |
| --------- | ------------------- | --------- | ------------ | ------------ | ----------- | ----------- |
|           | Claude Bellin       | RPR (*)   | 4 450        | 47,70        | 5 004       | 48,80       |
|           | Kofi Yamgnane       | PS        | 4 222        | 45,25        | 5 250       | 51,20       |
|           | Philippe Cahignon   | FN        | 414          | 4,44         |             |             |
|           | Jacqueline Simonnet | PCF       | 244          | 2,62         |             |             |
|           |                     |           |              |              |             |             |
| Inscrits  | Inscrits            | Inscrits  | 13 443       | 100,00       | 13 437      | 100,00      |
| Votants   | Votants             | Votants   | 9 684        | 72,04        | 10 547      | 78,49       |
| Exprimés  | Exprimés            | Exprimés  | 9 330        | 96,35        | 10 254      | 97,22       |

### Canton de Châteauneuf-du-Faou
| Candidats | Candidats         | Étiquette | Premier tour | Premier tour | Second tour | Second tour |
| Candidats | Candidats         | Étiquette | Voix         | %            | Voix        | %           |
| --------- | ----------------- | --------- | ------------ | ------------ | ----------- | ----------- |
|           | François Riou *   | PS        | 3 392        | 45,96        | 4 072       | 52,24       |
|           | Jean-René Joncour | UDF-CDS   | 3 126        | 42,35        | 3 723       | 47,76       |
|           | Hervé Donnard     | PCF       | 586          | 7,94         |             |             |
|           | Claude Alluin     | FN        | 277          | 3,75         |             |             |
|           |                   |           |              |              |             |             |
| Inscrits  | Inscrits          | Inscrits  | 10 843       | 100,00       | 10 835      | 100,00      |
| Votants   | Votants           | Votants   | 7 599        | 70,08        | 8 012       | 73,95       |
| Exprimés  | Exprimés          | Exprimés  | 7 381        | 97,13        | 7 795       | 97,29       |

*sortant

### Canton de Douarnenez
Jean Peuziat (PS) élu depuis 1982 ne se représente pas.
| Candidats | Candidats                | Étiquette | Premier tour | Premier tour | Second tour | Second tour |
| Candidats | Candidats                | Étiquette | Voix         | %            | Voix        | %           |
| --------- | ------------------------ | --------- | ------------ | ------------ | ----------- | ----------- |
|           | Joseph Trétout           | UDF-CDS   | 4 272        | 38,71        | 6 388       | 54,94       |
|           | Jean-Michel Le Boulanger | PS (*)    | 2 883        | 26,12        | 5 240       | 45,06       |
|           | Fernande Le Moal         | PCF       | 1 076        | 9,75         |             |             |
|           | Pascal Boccou            | GRIL      | 1 073        | 9,72         |             |             |
|           | Bernard Uguen            | GÉ        | 541          | 4,90         |             |             |
|           | Jacques Valvo            | FN        | 432          | 3,91         |             |             |
|           |                          |           |              |              |             |             |
| Inscrits  | Inscrits                 | Inscrits  | 19 317       | 100,00       | 19 317      | 100,00      |
| Votants   | Votants                  | Votants   | 11 563       | 59,86        | 12 346      | 63,91       |
| Exprimés  | Exprimés                 | Exprimés  | 10 277       | 94,44        | 11 628      | 94,18       |

*sortant

### Canton du Faou
| Candidats | Candidats        | Étiquette   | Premier tour | Premier tour | Second tour | Second tour |
| Candidats | Candidats        | Étiquette   | Voix         | %            | Voix        | %           |
| --------- | ---------------- | ----------- | ------------ | ------------ | ----------- | ----------- |
|           | Jean Crenn *     | RPR         | 1 210        | 36,67        | 1 684       | 50,85       |
|           | Roger Mellouët   | PS          | 1 008        | 30,55        | 1 628       | 49,15       |
|           | Marc Hascoët     | DVD         | 732          | 22,18        | Retrait     | Retrait     |
|           | François Salaün  | PCF         | 138          | 4,18         |             |             |
|           | Roland Astoul    | App.UDF-CDS | 107          | 3,24         |             |             |
|           | Patrick Annereau | FN          | 105          | 3,18         |             |             |
|           |                  |             |              |              |             |             |
| Inscrits  | Inscrits         | Inscrits    | 5 061        | 100,00       | 4 998       | 100,00      |
| Votants   | Votants          | Votants     | 3 426        | 67,69        | 3 485       | 69,73       |
| Exprimés  | Exprimés         | Exprimés    | 3 300        | 96,32        | 3 312       | 95,04       |

*sortant

### Canton d'Huelgoat
| Candidats | Candidats            | Étiquette | Premier tour | Premier tour |
| Candidats | Candidats            | Étiquette | Voix         | %            |
| --------- | -------------------- | --------- | ------------ | ------------ |
|           | Daniel Créoff *      | PCF       | 1 785        | 53,09        |
|           | François Le Roy      | DVD       | 687          | 20,43        |
|           | Benoit Michel        | Rénov.PCF | 429          | 12,76        |
|           | Jean-Pierre Louandre | PS        | 360          | 10,71        |
|           | Philippe Cadiou      | FN        | 98           | 2,91         |
|           |                      |           |              |              |
| Inscrits  | Inscrits             | Inscrits  | 4 844        | 100,00       |
| Votants   | Votants              | Votants   | 3 467        | 71,57        |
| Exprimés  | Exprimés             | Exprimés  | 3 359        | 96,97        |

*sortant

### Canton de Landerneau
| Candidats | Candidats            | Étiquette | Premier tour | Premier tour | Second tour | Second tour |
| Candidats | Candidats            | Étiquette | Voix         | %            | Voix        | %           |
| --------- | -------------------- | --------- | ------------ | ------------ | ----------- | ----------- |
|           | Emmanuel Cuiec       | RPR       | 4 444        | 40,83        | 5 610       | 52,69       |
|           | Jean-Pierre Thomin * | PS        | 3 023        | 27,78        | 5 038       | 47,31       |
|           | Gilles Meurice       | Rénov.PCF | 2 012        | 18,49        | Retrait     | Retrait     |
|           | Gérard Borvon        | Verts     | 781          | 7,18         |             |             |
|           | Yves Sellier         | FN        | 445          | 4,09         |             |             |
|           | Jean Chevalier       | PCF       | 178          | 1,64         |             |             |
|           |                      |           |              |              |             |             |
| Inscrits  | Inscrits             | Inscrits  | 17 346       | 100,00       | 17 346      | 100,00      |
| Votants   | Votants              | Votants   | 11 184       | 64,48        | 11 136      | 64,20       |
| Exprimés  | Exprimés             | Exprimés  | 10 883       | 97,31        | 10 648      | 95,62       |

*sortant

### Canton de Landivisiau
Charles Miossec (RPR) élu depuis 1982, est président du Conseil Général depuis 1988. 
| Candidats | Candidats          | Étiquette | Premier tour | Premier tour |
| Candidats | Candidats          | Étiquette | Voix         | %            |
| --------- | ------------------ | --------- | ------------ | ------------ |
|           | Charles Miossec *  | RPR       | 4 499        | 66,01        |
|           | François Le Fur    | PS        | 1 675        | 24,57        |
|           | Bernard Pacreau    | FN        | 484          | 7,10         |
|           | Jean-Claude Perrot | PCF       | 158          | 2,32         |
|           |                    |           |              |              |
| Inscrits  | Inscrits           | Inscrits  | 11 325       | 100,00       |
| Votants   | Votants            | Votants   | 7 193        | 63,51        |
| Exprimés  | Exprimés           | Exprimés  | 6 816        | 94,76        |

*sortant

### Canton de Lesneven
| Candidats | Candidats       | Étiquette | Premier tour | Premier tour | Second tour | Second tour |
| Candidats | Candidats       | Étiquette | Voix         | %            | Voix        | %           |
| --------- | --------------- | --------- | ------------ | ------------ | ----------- | ----------- |
|           | Roger Calvez *  | UDF-CDS   | 4 605        | 43,87        | 5 430       | 59,31       |
|           | Jean Boulic     | DVD       | 1 892        | 18,02        | Retrait     | Retrait     |
|           | Prosper Quellec | DVG       | 1 781        | 16,97        | 3 725       | 40,79       |
|           | Yves Uguen      | App.PS    | 903          | 8,60         |             |             |
|           | Xavier Jaouen   | Verts     | 621          | 5,92         |             |             |
|           | Sophie Herrmann | FN        | 539          | 5,13         |             |             |
|           | Yvon Istin      | PCF       | 157          | 1,50         |             |             |
|           |                 |           |              |              |             |             |
| Inscrits  | Inscrits        | Inscrits  | 16 217       | 100,00       | 16 217      | 100,00      |
| Votants   | Votants         | Votants   | 10 788       | 66,52        | 9 595       | 59,17       |
| Exprimés  | Exprimés        | Exprimés  | 10 498       | 97,31        | 9 155       | 95,41       |

*sortant

### Canton de Morlaix
| Candidats | Candidats             | Étiquette  | Premier tour | Premier tour | Second tour | Second tour |
| Candidats | Candidats             | Étiquette  | Voix         | %            | Voix        | %           |
| --------- | --------------------- | ---------- | ------------ | ------------ | ----------- | ----------- |
|           | Jean-Claude Bourhis   | RPR        | 4 043        | 38,84        | 4 876       | 44,68       |
|           | Jean-Jacques Cléach * | PS         | 3 907        | 37,53        | 6 038       | 55,32       |
|           | Alain David           | PCF        | 1 011        | 9,71         |             |             |
|           | Jean-Noël Abaléo      | AREV (PSU) | 1 006        | 9,66         |             |             |
|           | Annie Morize          | FN         | 443          | 4,26         |             |             |
|           |                       |            |              |              |             |             |
| Inscrits  | Inscrits              | Inscrits   | 18 182       | 100,00       | 18 181      | 100,00      |
| Votants   | Votants               | Votants    | 10 827       | 59,55        | 11 472      | 63,10       |
| Exprimés  | Exprimés              | Exprimés   | 10 410       | 96,15        | 10 914      | 95,14       |

*sortant

### Canton d'Ouessant
| Candidats | Candidats         | Étiquette | Premier tour | Premier tour |
| Candidats | Candidats         | Étiquette | Voix         | %            |
| --------- | ----------------- | --------- | ------------ | ------------ |
|           | Jean-Yves Cozan * | UDF-CDS   | 456          | 70,81        |
|           | François Noret    | PCF       | 108          | 16,77        |
|           | Michel Simon      | PS        | 66           | 10,25        |
|           | Olivier Darsonval | FN        | 14           | 2,17         |
|           |                   |           |              |              |
| Inscrits  | Inscrits          | Inscrits  | 911          | 100,00       |
| Votants   | Votants           | Votants   | 667          | 73,22        |
| Exprimés  | Exprimés          | Exprimés  | 644          | 96,55        |

*sortant

### Canton de Plogastel-Saint-Germain
Ambroise Guellec (UDF-CDS) élu depuis 1982 démissionne en 1992.
Michel Canévet (UDF-CDS) est élu lors de la partielle qui suit.
| Candidats | Candidats           | Étiquette | Premier tour | Premier tour |
| Candidats | Candidats           | Étiquette | Voix         | %            |
| --------- | ------------------- | --------- | ------------ | ------------ |
|           | Michel Canévet *    | UDF-CDS   | 4 851        | 54,24        |
|           | Pierre Le Berre     | PS        | 2 340        | 26,17        |
|           | Jean-Yves Vigouroux | Verts     | 756          | 8,45         |
|           | Jean-Luc Le Goff    | PCF       | 623          | 6,97         |
|           | Renan Haas          | FN        | 373          | 4,17         |
|           |                     |           |              |              |
| Inscrits  | Inscrits            | Inscrits  | 13 611       | 100,00       |
| Votants   | Votants             | Votants   | 9 341        | 68,63        |
| Exprimés  | Exprimés            | Exprimés  | 8 943        | 95,74        |

*sortant

### Canton de Ploudiry
| Candidats | Candidats       | Étiquette | Premier tour | Premier tour |
| Candidats | Candidats       | Étiquette | Voix         | %            |
| --------- | --------------- | --------- | ------------ | ------------ |
|           | François Marc * | PS        | 1 398        | 61,89        |
|           | Nicole Morizur  | UDF       | 755          | 33,42        |
|           | Philippe Morin  | FN        | 72           | 3,19         |
|           | Yvon Mest       | PCF       | 34           | 1,51         |
|           |                 |           |              |              |
| Inscrits  | Inscrits        | Inscrits  | 2 984        | 100,00       |
| Votants   | Votants         | Votants   | 2 394        | 80,23        |
| Exprimés  | Exprimés        | Exprimés  | 2 259        | 94,36        |

*sortant

### Canton de Plouigneau
| Candidats | Candidats       | Étiquette | Premier tour | Premier tour | Second tour | Second tour |
| Candidats | Candidats       | Étiquette | Voix         | %            | Voix        | %           |
| --------- | --------------- | --------- | ------------ | ------------ | ----------- | ----------- |
|           | Robert Moreau * | PS        | 2 425        | 41,34        | 3 422       | 56,41       |
|           | Joseph Urien    | UDF       | 2 338        | 39,86        | 2 644       | 43,59       |
|           | Jean Dréau      | PCF       | 535          | 9,12         |             |             |
|           | Martine Frère   | Verts     | 416          | 7,09         |             |             |
|           | Henri Le Mouel  | FN        | 152          | 2,59         |             |             |
|           |                 |           |              |              |             |             |
| Inscrits  | Inscrits        | Inscrits  | 8 015        | 100,00       | 8 014       | 100,00      |
| Votants   | Votants         | Votants   | 6 039        | 75,35        | 6 290       | 78,49       |
| Exprimés  | Exprimés        | Exprimés  | 5 866        | 97,14        | 6 066       | 96,44       |

*sortant

### Canton de Pont-Aven
| Candidats | Candidats           | Étiquette   | Premier tour | Premier tour | Second tour | Second tour |
| Candidats | Candidats           | Étiquette   | Voix         | %            | Voix        | %           |
| --------- | ------------------- | ----------- | ------------ | ------------ | ----------- | ----------- |
|           | Jean-Yves Le Meur * | PS          | 2 811        | 36,88        | 4 185       | 53,13       |
|           | Francis Marrec      | App.RPR     | 2 530        | 33,19        | 3 692       | 46,87       |
|           | Fernand Tudal       | App.UDF-CDS | 910          | 11,94        |             |             |
|           | Anne-Marie Kerléo   | FN          | 715          | 9,38         |             |             |
|           | René Le Doze        | PCF         | 656          | 8,61         |             |             |
|           | Marc Vincent        | EXD         | 0            | 0.00         |             |             |
|           |                     |             |              |              |             |             |
| Inscrits  | Inscrits            | Inscrits    | 13 416       | 100,00       | 13 416      | 100,00      |
| Votants   | Votants             | Votants     | 8 009        | 59,70        | 8 291       | 61,80       |
| Exprimés  | Exprimés            | Exprimés    | 7 622        | 95,17        | 7 877       | 95,01       |

*sortant

### Canton de Quimper-1 (centre-Kerfeunteun)
| Candidats | Candidats               | Étiquette | Premier tour | Premier tour | Second tour | Second tour |
| Candidats | Candidats               | Étiquette | Voix         | %            | Voix        | %           |
| --------- | ----------------------- | --------- | ------------ | ------------ | ----------- | ----------- |
|           | André Guénégan          | UDF-PR    | 3 472        | 37,80        | 4 663       | 49,63       |
|           | Jean-Claude Joseph *    | PS        | 3 089        | 33,63        | 4 733       | 50,37       |
|           | Daniel Le Bigot         | Verts     | 1 136        | 12,37        |             |             |
|           | Marguerite Martinelle   | DVG       | 576          | 6,27         |             |             |
|           | Claudine Dupont-Tingaud | FN        | 499          | 5,43         |             |             |
|           | Ghyslaine Aliadière     | PCF       | 414          | 4,51         |             |             |
|           |                         |           |              |              |             |             |
| Inscrits  | Inscrits                | Inscrits  | 16 004       | 100,00       | 16 004      | 100,00      |
| Votants   | Votants                 | Votants   | 9 508        | 59,41        | 9 992       | 62,43       |
| Exprimés  | Exprimés                | Exprimés  | 9 186        | 96,61        | 9 396       | 94,04       |

*sortant

### Canton de Quimper-2 (Érgué-Armel Érgué-Gabéric)
| Candidats | Candidats          | Étiquette | Premier tour | Premier tour | Second tour | Second tour |
| Candidats | Candidats          | Étiquette | Voix         | %            | Voix        | %           |
| --------- | ------------------ | --------- | ------------ | ------------ | ----------- | ----------- |
|           | Pierre Faucher *   | PS        | 3 750        | 35,73        | 5 870       | 55,83       |
|           | Jean Le Reste      | UDF-CDS   | 3 561        | 33,93        | 4 644       | 44,17       |
|           | Alain Uguen        | Verts     | 942          | 8,98         |             |             |
|           | Hervé Fouquet      | DVG       | 653          | 6,22         |             |             |
|           | Michel Dor         | FN        | 632          | 6,02         |             |             |
|           | Marie-Claire Poder | PCF       | 598          | 5,70         |             |             |
|           |                    |           |              |              |             |             |
| Inscrits  | Inscrits           | Inscrits  | 18 159       | 100,00       | 18 159      | 100,00      |
| Votants   | Votants            | Votants   | 10 932       | 60,20        | 11 252      | 61,96       |
| Exprimés  | Exprimés           | Exprimés  | 10 136       | 96,00        | 10 514      | 93,44       |

*sortant

### Canton de Quimper-3 (Penhars Plomelin-Pluguffan)
Bernard Poignant (PS) élu en 1988 démissionne en 1989.
Alain Gérard (RPR), élu de 1985 à 1988 est élu lors de la partielle qui suit.
| Candidats | Candidats                   | Étiquette    | Premier tour | Premier tour | Second tour | Second tour |
| Candidats | Candidats                   | Étiquette    | Voix         | %            | Voix        | %           |
| --------- | --------------------------- | ------------ | ------------ | ------------ | ----------- | ----------- |
|           | Alain Gérard *              | RPR          | 3 232        | 34,64        | 4 693       | 50,44       |
|           | Marcel L'Aot                | PS           | 2 318        | 24,85        | 4 611       | 49,56       |
|           | André Paubert               | Diss.UDF-CDS | 623          | 6,68         |             |             |
|           | Jean-Yves d'Hervé           | Rég.         | 671          | 7,19         |             |             |
|           | Yvonne Rainero              | PCF          | 639          | 6,85         |             |             |
|           | Pascal Charpentier          | DVG          | 623          | 6,68         |             |             |
|           | Georges de Rémond du Chalas | FN           | 524          | 5,62         |             |             |
|           | Annaïg Le Gars              | UDB          | 477          | 5,11         |             |             |
|           |                             |              |              |              |             |             |
| Inscrits  | Inscrits                    | Inscrits     | 16 137       | 100,00       | 16 137      | 100,00      |
| Votants   | Votants                     | Votants      | 9 724        | 60,26        | 9 938       | 61,59       |
| Exprimés  | Exprimés                    | Exprimés     | 9 107        | 95,94        | 9 304       | 93,62       |

*sortant

### Canton de Quimperlé
| Candidats | Candidats           | Étiquette | Premier tour | Premier tour | Second tour | Second tour |
| Candidats | Candidats           | Étiquette | Voix         | %            | Voix        | %           |
| --------- | ------------------- | --------- | ------------ | ------------ | ----------- | ----------- |
|           | Louis Le Pensec *   | PS        | 4 633        | 65,42        | 5 522       | 61,27       |
|           | Loïc Daniel         | UDF-CDS   | 2 956        | 31,78        | 3 490       | 39,73       |
|           | Corentin Le Tocquec | PCF       | 765          | 8,23         |             |             |
|           | François Guillou    | FN        | 532          | 5,72         |             |             |
|           | Pierre Gourlan      | GÉ        | 414          | 4,45         |             |             |
|           |                     |           |              |              |             |             |
| Inscrits  | Inscrits            | Inscrits  | 15 028       | 100,00       | 15 023      | 100,00      |
| Votants   | Votants             | Votants   | 9 673        | 64,37        | 9 497       | 63,22       |
| Exprimés  | Exprimés            | Exprimés  | 9 300        | 96,15        | 9 012       | 94,89       |

*sortant

### Canton de Saint-Renan
| Candidats | Candidats         | Étiquette | Premier tour | Premier tour | Second tour | Second tour |
| Candidats | Candidats         | Étiquette | Voix         | %            | Voix        | %           |
| --------- | ----------------- | --------- | ------------ | ------------ | ----------- | ----------- |
|           | André Cheminant * | App.RPR   | 3 919        | 34,71        | 5 904       | 59,79       |
|           | Pierre Jaouen     | PS        | 2 639        | 23,37        | 3 970       | 40,21       |
|           | Louis Caradec     | UDF       | 2 552        | 22,60        | Retrait     | Retrait     |
|           | Jacques André     | RPR       | 1 266        | 11,21        |             |             |
|           | Charles Tronyo    | FN        | 626          | 5,54         |             |             |
|           | Pierre Cusson     | PCF       | 289          | 2,56         |             |             |
|           |                   |           |              |              |             |             |
| Inscrits  | Inscrits          | Inscrits  | 19 171       | 100,00       | 19 171      | 100,00      |
| Votants   | Votants           | Votants   | 11 703       | 61,05        | 10 500      | 54,77       |
| Exprimés  | Exprimés          | Exprimés  | 11 291       | 96,48        | 9 874       | 94,04       |

*sortant

### Canton de Scaër
Louis Nicolas (PS) élu depuis 1982 ne se représente pas.
| Candidats | Candidats         | Étiquette | Premier tour | Premier tour | Second tour | Second tour |
| Candidats | Candidats         | Étiquette | Voix         | %            | Voix        | %           |
| --------- | ----------------- | --------- | ------------ | ------------ | ----------- | ----------- |
|           | François Bleuzen  | UDF-CDS   | 2 029        | 43,91        | 2 523       | 51,42       |
|           | Pierre Le Cras    | PS (*)    | 1 253        | 27,12        | 2 384       | 48,58       |
|           | Corentin Kernéis  | PCF       | 1 142        | 24,71        | Retrait     | Retrait     |
|           | Antoine Guillemot | FN        | 197          | 4,26         |             |             |
|           |                   |           |              |              |             |             |
| Inscrits  | Inscrits          | Inscrits  | 6 659        | 100,00       | 6 659       | 100,00      |
| Votants   | Votants           | Votants   | 4 832        | 72,56        | 5 154       | 77,40       |
| Exprimés  | Exprimés          | Exprimés  | 4 621        | 95,63        | 4 907       | 95,21       |

*sortant

### Canton de Sizun
Jean Le Saint (App.RPR élu en 1988 est mort en 1991.
Jean-Pierre Breton (RPR) est élu lors de la partielle qui suit.
| Candidats | Candidats            | Étiquette | Premier tour | Premier tour |
| Candidats | Candidats            | Étiquette | Voix         | %            |
| --------- | -------------------- | --------- | ------------ | ------------ |
|           | Jean-Pierre Breton * | RPR       | 1 384        | 64,28        |
|           | Hervé Le Gall        | PS        | 651          | 30,54        |
|           | René Corler          | FN        | 60           | 2,79         |
|           | Jean-Louis Pascal    | PCF       | 58           | 2,69         |
|           |                      |           |              |              |
| Inscrits  | Inscrits             | Inscrits  | 2 994        | 100,00       |
| Votants   | Votants              | Votants   | 2 234        | 76,62        |
| Exprimés  | Exprimés             | Exprimés  | 2 153        | 96,37        |

*sortant

### Canton de Taulé
| Candidats | Candidats        | Étiquette | Premier tour | Premier tour | Second tour | Second tour |
| Candidats | Candidats        | Étiquette | Voix         | %            | Voix        | %           |
| --------- | ---------------- | --------- | ------------ | ------------ | ----------- | ----------- |
|           | Claude Bernard * | UDF-CDS   | 2 266        | 48,07        | 2 453       | 50,48       |
|           | Jean-Yves Corre  | PS        | 1 782        | 37,80        | 2 406       | 49,52       |
|           | Jean Bayec       | Verts     | 236          | 5,01         |             |             |
|           | Véronique Péron  | FN        | 192          | 4,07         |             |             |
|           | Yvon Hugonot     | PCF       | 147          | 3,12         |             |             |
|           | Pierre Folgalvez | UDB       | 91           | 1,93         |             |             |
|           |                  |           |              |              |             |             |
| Inscrits  | Inscrits         | Inscrits  | 7 414        | 100,00       | 7 413       | 100,00      |
| Votants   | Votants          | Votants   | 4 878        | 65,79        | 5 009       | 67,57       |
| Exprimés  | Exprimés         | Exprimés  | 4 714        | 96,64        | 4 859       | 97,01       |

*sortant